# (269484) Marcia
(269484) Marcia – planetoida pasa głównego. Została odkryta 19 października 2009 roku przez Josego de Queirozę. (269484) Marcia okrąża Słońce w ciągu 4,68 roku w średniej odległości 2,8 j.a.
Nazwa planetoidy pochodzi od nazwiska córki odkrywcy Marcii de Queiroz.
Planetoida ta nosiła wcześniej tymczasowe oznaczenie 2009 UB4.